# 丙子椒林剣
丙子椒林剣（へいししょうりんけん）は、大阪府大阪市の四天王寺が所有する7世紀作の直刀である。日本の国宝に指定されている。

## 概要
切刃造りで、反りのない直刀。刃長65.8cm。鎬造で反りのある日本刀が誕生する以前の形式を示す。なお、現代の刀剣用語では「剣」とは両刃で左右対称形のものを指し、本品のような片刃の直刀には「大刀」の字を当てている。
「丙子椒林剣」という名称の由来は、腰元の平地に篆書体の「丙子椒林」の4字が金象嵌で表されていることによる。「丙子椒林」の解釈には諸説あるが、「丙子」は作刀された年の干支、「椒林」は作者と解釈され、隋代に大陸から伝来した品との説が一般的である。
茎（なかご）の先端部を一部欠き、忍孔が一部欠落している。地鉄は梨子地肌風であり、直刃（すぐは）の刃文を焼く。この時期の上古刀としては現存する最高の出来であるとされる。同じく四天王寺に伝わる七星剣とともに聖徳太子の佩刀と伝えられる。この種の上古刀の伝世品（出土品でないもの）は正倉院宝物の刀剣類以外には稀少で、貴重な存在である。

## 文化財指定
大正元年（1912年）、古社寺保存法に基づく旧国宝（現行法の重要文化財に相当）に指定（大正元年9月3日内務省告示第9号）。当時の指定名称は「丙子椒林劔（伝聖徳太子御劔）」。昭和25年（1950年）、文化財保護法施行により重要文化財となり、昭和27年3月27日付けで文化財保護法に基づく国宝に指定された（官報告示は昭和27年10月16日文化財保護委員会告示第21号）。官報告示上の指定名称は「丙子椒林劔」である。2000年時点では新字体により「丙子椒林剣」と記載される。所有者は大阪府大阪市の四天王寺。